# ABC-транспортери
АТФ-зв'язувальні касетні транспортери (англ. ATP-binding cassette transporters) — члени однієї з найбільших суперродин транспортних білків, яка представлена в різноманітних організмах — від прокаріотів до людини. Ці трансмембранні білки функціонують, використовуючи енергію гідролізу АТФ на перенос через плазматичні й внутрішньоклітинні мембрани широкого кола субстратів, включаючи продукти метаболізму (неорганічні іони, амінокислоти, пептиди, цукри), ліпіди й стероїди, лікарські речовини, у тому числі цитотоксичні антипухлинні агенти. Вони можуть функціонувати як імпортери, що переносять речовини в клітину (такі ABC-імпортери виявлені лише у прокаріотів), так і як експортери, що видаляють із клітини гідрофобні сполуки (ABC-експортери є характерними як для про-, так і для еукаріотів). Транспортерів, що функціонують в обох напрямках, на сьогодні не виявлено.
І імпортери, і експортери мають високу подібність у структурі та механізмах функціонування, але їх субстрат-зв'язувальний сайт локалізований відповідно або на позаклітинному, або на внутрішньоклітинному боці мембрани.
Білки відносять до ABC-транспортерів за наявністю специфічної амінокислотної послідовності й особливої організації їх АТФ-зв'язувального касетного домену. За цими ознаками до даної родини також належить ряд протеїнів, що не функціонують як транспортери, а залучені в процеси трансляції й репарації ДНК.

## Бактеріальні ABC-транспортери
Бактеріальні ABC-транспортери залучені у метаболізм клітин цих організмів; крім того, ці структури опосередковують вірулентність бактерій та їх здатність спричиняти розвиток захворювання.

### Бактеріальні ABC-імпортери
Субстрати ABC-імпортерів дуже різняться за розмірами й хімічною природою — зокрема, серед них є органічні і неорганічні іони (наприклад, іони металів), комплекс {залізо-сидерофор}, гем, амінокислоти, олігопептиди, моно- і олігосахариди, вітамін В12. Зокрема, важливими ефекторами вірулентності є ABC-імпортери, що відповідають за поглинання заліза. За нормальних умов більшість заліза в організмі людини перебуває у зв'язаному стані із білками трансферином, лактоферином, феритином або як компонент гемвмісних білків. Патогени здатні захоплювати залізо із цих молекул за допомогою секреції високоафінних залізо-хелатувальних білків, які отримали назву сідерофори. У вигляді комплексу {залізо-сідерофор} ABC-імпортери здатні переносити даний іон через плазматичну мембрану бактеріальних клітин. Інший мікроорганізм — Agrobacterium tumefaciens — містить імпортери глюкози й галактози, що також асоційовані із вірулентністю.

### Бактеріальні ABC-експортери
Бактеріальні ABC-експортери переносять протеїни, що залучаються в бактеріальний патогенез (гемолізини, протеолітичні ферменти, лужну протеазу), пептиди (у тому числі пептидні антибіотики), небілкові сполуки (капсулярні полісахариди, ліпополісахариди, тейхоєву кислоту, гем, токсини, небілкові лікарські препарати).

## Еукаріотичні ABC-транспортери
Більшість еукаріотичних ABC-транспортерів є помпами; у той же час, деякі з них — наприклад, регулятор трансмембранної проникності за кістозного фіброзу (cystic fibrosis transmembrane conductance regulator, CRTR) та рецептор до сульфонілсечовини (sulfonylurea receptor, SUR) — використовують гідроліз АТФ для регуляції відкриття й закриття іонних каналів у молекулі самого ABC-транспортера чи в інших білках. ABC-транспортери локалізовані як у ПМ, так і в ендомембранах пероксисом, лізосом, вакуолей, ендосом, у мембранах апарату Гольджі, ЕПР і мітохондрій.

### Класифікація ABC-транспортерів
У людини виявлено 48 ABC транспортерів, що залучаються у перенос через мембрани холестеролу та інших ліпідів, жовчних та жирних кислот, розвиток множинної лікарської резистентності, у презентацію антигенів, в гомеостаз мітохондріального заліза та в АТФ-залежну регуляцію іонних каналів. Ці білки, залежно від особливостей структури, відносять до однієї із семи підродин ABC-транспортерів (ABCA — ABCG)
| Родина    | Функції | Приклади | Причетність до множинної лікарської резистентності та спадкові дефекти                                                                     |
| --------- | --- | --- | --- |
| ABCA      | Транспорт холестеролу й ліпідів (ABCA1), що до більшості представників — функції невідомі                                                                    | ABCA1–ABCA10, ABCA12, ABCA13 | танжерська хвороба (ABCA1), вікозалежна дегенерація сітківки (ABCA4)                                                                       |
| ABCB      | Транспорт кон'югатів гідрофобних сполук, пептидів, фосфоліпідів, жовчних кислот                                                                              | ABCB1–ABCB11: ABCB1 (MDR1, або p-глікопротеїн (pgP)); ABCB2 (TAP1); ABCB3 (TAP2); ABCB4 (MDR2/3, або фліпаза); ABCB11 (BSEP) | Множинна лікарська резистентність (ABCB1, ABCB4); прогресуючий родинний внутрішньопечінковий холестаз ІІ типу (ABCB11) та ІІІ типу (ABCB4) |
| ABCC      | Транспорт іонів, кон'югатів гідрофобних сполук (стероїдних гормонів, жовчних солей, лікарських препаратів) із глутатіоном, глюкуроновою й сірчаною кислотами | ABCC1–ABCC12: ABCC1 (MRP1); ABCC2 (MRP2); ABCC4 (MRP4); ABCC7 (CFTR); ABCC8 (SUR1); ABCC9 (SUR9) \|\| множинна лікарська резистентність (більшість представників); синдром Дабіна-Джонсона (ABCC2); еластична псевдоксантома (ABCC6); муковісцидоз (ABCC7); персистентна гіперінсулінемічна гіпоглікемія новонароджених (ABCC8) | |
| ABCD      | Транспорт сполук (зокрема, жирних кислот із дуже довгим (понад С26) ланцюгом) через мембрани пероксисом                                                      | ABCD1 — ABCD4 | Адренолейко-дистрофія (ABCD1 та ABCD2); деякі форми хвороби Цельвегерра (ABCD3 і ABCD2)                                                    |
| ABCE/ABCF | Не виконують транспортних функцій, залучені в регуляцію білкового синтезу й експресії генів                                                                  | ABCE1; ABCF1 — ABCF3 | ? |
| ABCG      | Транспорт ліпідів, лікарських препаратів різної хімічної природи, жовчних кислот, холестеролу, інших стероїдів, зокрема, рослинних стеролів                  | ABCG1, ABCG2, ABCG3, ABCG4, ABCG5, ABCG8 | Множинна лікарська резистентність (ABCG2); ситостеролемія (ABСG5 та ABCG8)                                                                 |

### Хвороби, пов'язані з порушенням функцій ABC-транспортерів
Мутації щонайменш тринадцяти з цих білків асоціюються із широким колом розладів:
- танжерською хворобою із недостатністю або відсутністю в плазмі крові ліпопротеїнів високої щільності і накопиченням в тканинах ефірів холестеролу (ABCA1);
- вікозалежною дегенерацією сітківки (ABCA4);
- прогресуючим родинним внутрішньопечінковим холестазом ІІ типу (progressive familial intrahepatic cholestasis, PFICII) із порушенням екскреції через апікальну мембрану гепатоцита жовчних кислот, зокрема, гідрофобної хенодезоксихолевої кислоти (ABCB11);
- прогресуючим родинним внутрішньопечінковим холестазом ІІІ типу (PFICIII) із порушенням екскреції через апікальну мембрану гепатоцита фосфоліпідів (ABCB4);
- синдромом Дабіна-Джонсона із порушенням екскреції кон'югованого білірубіну із гепатоцитів у жовчні канальці (ABCC2);
- еластичною псевдоксантомою із порушенням структури сполучної тканини низки тканин, що супроводжується фрагментацією і мінералізацією еластинових та колагенових фібрил (ABCC6);
- муковісцидозом (ABCC7);
- персистентною гіперінсулінемічною гіпоглікемією новонароджених (ABCC8);
- адренолейкодистрофією (adrenoleukodystrophy, ALD) із порушенням обміну жирних кислот із дуже довгим ланцюгом (понад С26), які при цьому накопичуються в організмі (ABCD1 та ABCD2);
- деякими формами хвороби Цельвегерра — пероксисомального розладу із ознаками, подібними до адренолейкодистрофії (ABCD3 і ABCD2);
- ситостеролемією — рідкісним порушенням ліпідного обміну новонароджених, за якого в крові й тканинах накопичуються рослинні стероли (ABСG5 та ABCG8).

Представники щонайменше трьох субродин ABC-транспортерів відіграють критичну роль у розвитку множинної лікарської резистентності — стану, за якого у пацієнтів розвивається резистентність не лише на призначений препарат, але й на інші лікарські засоби. Резистентність до лікарських препаратів є загальною клінічною проблемою в пацієнтів, хворих як на інфекційні хвороби, так і на рак. Прокаріотичні і еукаріотичні клітини, а також неопластичні клітини часто є резистентними до дії терапевтичних агентів. Це спричиняється низкою факторів, одним із яких є посилене видалення останніх із клітин за участю ABC-транспортерів.

### Структура ABC-транспортерів[6]

#### Загальні принципи будови
Функціонуючі транспортери більшості підродин еукаріотичних ABC-транспортерів складаються із чотирьох доменів — двох ATP-зв'язувальних касетних доменів (ATP-binding cassette (ABC)), які також відомі під назвами нуклеотид-зв'язувальних доменів (nucleotide-binding domains (NBDs) або nucleotide-binding folds (NBFs)) та двох трансмембранних доменів (transmembrane domains, TMDs). Два ABC-домени, локалізовані у цитозолі, разом зв'язують і гідролізують АТФ, тоді як два TMD-домени залучаються у розпізнання субстратів й їх транслокацію через мембрану. TMD-домени найчастіше складаються із шести трансмембранних ділянок, представлених α-спіралями.

#### Повні, повні подовжені й напівтранспортери
За особливостями структури виділяють три групи ABC-транспортерів.
До першої групи відносять ABC-транспортери, які отримали назву повних транспортерів — їх молекули в межах одного поліпептидного ланцюга мають 12 трансмембранних ділянок (тобто 2 TMD-домени) та 2 АТФ-зв'язувальні сайти (тобто 2 ABC-домени). Прикладами ABC-транспортерів цієї групи є білки ABCB1 (інша назва — MDR1 — multiple drug resistance protein 1, білок множинної лікарської резистентності 1) та ABCC4 (MRP4).
До другої групи належать ABC-транспортери, що також у межах одного поліпептидного ланцюга мають 2 TMD- і 2 ABC-домени, тобто є повними транспортерами, але, на відміну від представників попередньої групи, на N-кінці молекули мають додатковий регуляторний домен, що складається із 5-ти трансмембранних сегментів. Таким чином, в цілому в межах одного поліпептидного ланцюга ці білки мають 17 трансмембранних ділянок і два АТФ-зв'язувальні сайти. Їх прикладами є білки ABCC1 (MRP1), ABCC2 (MRP2), ABCC3 (MRP3) та ABCC6 (MRP6).
Третя група ABC-транспортерів представлена так званими напівтранспортерами, оскільки в межах одного поліпептидного ланцюга її представники мають лише 6 трансмембранних доменів та один АТФ-зв'язувальний сайт, локалізований або на С-кінці (наприклад, у білка ABCB2 (ТАР1 — transporter associated with antigen processing) або на N-кінці (прикладом є білок ABCG2 та інші реверсні транспортери). В результаті одна молекула таких ABC-транспортерів містить один TMD- і один ABC-домен, тоді як функціонують напівтранспортери у вигляді гомо- або гетеродимерів.

#### Особливості будови ABC-домену
ABC-домен містить три консервативних послідовності:
- Walker A послідовність
- Walker B послідовність
- сигнатурну С-послідовність (signature (C) motif), також відому під назвою LSGGQ-послідовності (літерами позначено амінокислоти даної ділянки поліпептидного ланцюга — лейцин, серин, гліцин, гліцин, глутамін).

Дві перші послідовності — Walker А та Walker B — разом складають каталітичний коровий субдомен і виявлені в усіх АТФ-зв'язувальних білках.
LSGGQ-ділянка локалізована ліворуч від Walker B послідовності в α-спіральному субдомені і є специфічною виключно для ABC-транспортерів — цим вони різняться від інших АТФ-зв'язувальних білків.
Окрім цього, в ABC-домені містяться Q петля, залучена у взаємодію між ABC та TMD, зокрема, у спряження гідролізу АТФ й конформаційних змін у TMD під час транслокації субстрату, та H петля, необхідна для взаємодії ABC-доменів із АТФ.

#### Особливості будови TMD-домену
Домен TMD має кілька гідрофобних α-спіралей (як зазначалося раніше, найчастіше таких спіралей 6), які формують трансмембранний канал, у якому розташована субстрат-зв'язувальна ділянка. Він розпізнає широке коло субстратів і під час зв'язування й гідролізу АТФ підлягає конформаційним перебудовам, які зумовлюють транспорт субстратів через мембрану. Амінокислотна послідовність і архітектура TMD-доменів не є консервативною, що пояснюється відмінністю субстратів, які переносяться різними ABC-транспортерами.

### Механізм функціонування ABC-транспортерів[6]
ABC-експортери мають високу подібність у механізмах функціонування
У вихідному стані експортер перебуває у зверненій усередину (в цитозоль) конформації (inward-facing stage), ABC-домени відносно віддалені один від одного, що дає змогу приєднувати амфіфільні або гідрофобні субстрати. Транспортний цикл ініціюється зв'язуванням субстрату.
У вихідному стані молекула експортеру має низьку здатність зв'язувати АТФ. Зв'язування субстрату із TMD-доменами індукує конформаційні зміни в ABC-доменах, наслідком чого стає зростання їх спорідненості до АТФ. Під час каталітичного процесу зв'язування двох молекул АТФ індукує димеризацію ABC-доменів, закриття щілини між ними і формування «АТФ-сендвіча». При цьому обидві молекули АТФ розташовуються таким чином, що кожна з них контактує з Walker A-послідовністю одного ABC-домену й з LSGGQ-послідовністю іншого. Це призводить у рух спіральні домени, в яких розташована LSGGQ, і переводить TMD-домени у звернену назовні (в позаклітинне середовище) конформацію (outward-facing stage). Гідроліз АТФ веде до вивільнення субстрату й до переходу молекули у вихідний стан.
Механізми роботи прокаріотичних ABC-імпортерів є подібними, але молекули у вихідному стані перебувають у зверненій назовні конформації і звільнюють субстрат після АТФ-залежного переходу в конформацію, звернену всередину.

### Характеристика основних представників ABC-транспортерів людини[7]

#### ABCA-субродина
ABCA субродина містить 12 повних транспортерів (ABCA1 — ABCA10, ABCA12, ABCA13), функції більшості з них ще не досліджено.
Найвідоміший представник цієї субродини — білок ABCA1 — залучається у транспорт холестеролу й біосинтез ліпопротеїнів високої щільності. Мутації відповідного гена є причиною розвитку танжерської хвороби — спадкового розладу, що характеризується відсутністю або наднизькими рівнями ліпопротеїнів високої щільності в плазмі крові із одночасним накопиченням ефірів холестеролу в тканинах і виникненням атеросклерозу та інших серцево-судинних патологій.
Інший білок ABCA субродини — ABCA4 — транспортує похідні вітаміну A і залучається у перебіг процесів зору.

#### ABCB-субродина
ABCB (MDR/TAP) субродина складається із чотирьох повних транспортерів та семи напівтранспортерів, і є єдиною субродиною ABC-білків, що містить транспортери обох груп. Низка членів цієї родини білків відповідає за розвиток множинної лікарської резистентності (multiple drug resistance, MDR) до широкого кола структурно різних препаратів.
ABCB1 (інші назви — MDR1, Pgp (P-glycoprotein)) — добре вивчений білок, асоційований із множинною лікарською резистентністю.
MDR1 є повним транспортером, що переносить головним чином ліпофільні катіони (у тому числі протипухлинні препарати, блокатори кальцієвих каналів, циклоспорин А, стероїдні гормони, гідрофобні пептиди, гліколіпіди). Він експресується на апікальних мембранах клітин печінки, гемато-енцефалічного бар'єру, нирок, кишечнику, плаценти і захищає ці клітини від дії токсичних агентів. Надекспресія MDR1 виявлена за різних пухлин, клітини яких внаслідок цього стають резистентними до дії таких лікарських препаратів, як колхіцин, доксорубіцин, адріаміцин, вінбластін, дігоксін тощо, які при цьому видаляються із клітин-мішеней.
ABCB4 (інші назви — MDR2/3, фліпаза) та ABCB11 (інша назва — BSEP (Bile Salt Export Pump)) локалізовані в апікальних мембранах гепатоцитів — перший залучається у транспорт фосфатидилхоліну в жовч, другий — в транспорт у тому ж напрямку жовчних солей. Їх мутації відповідають за різні форми прогресуючого родинного внутрішньопечінкового холестазу (progressive familial intrahepatic cholestasis, PFIC) — PFICIII (дефекти у MDR2/3) та PFICII (дефекти у BSEP). За цих захворювань токсичні жовчні кислоти, зокрема, хенодезоксихолева, ушкоджують гепатоцити (PFICII) або клітини жовчних проток (PFICIII), що супроводжується раннім розвитком холестазу та стає головною причиною трансплантацій печінки в дітей.
ABCB2 (TAP1) та ABCB3 (TAP2) локалізовані в мембранах ЕПР більшості клітин і залучаються у розпізнання антигенів (ендогенних або чужорідних білків) із залученням молекул І класу головного комплексу гістосумісності (ГКГ). Процеси розпізнання антигенів передбачають розщеплення зазначених протеїнів до коротких пептидів із наступним транспортом останніх через ЕПР, де вони формують комплекс із молекулами І класу ГКГ і надалі презентуються на поверхні клітини. Білки TAP1 й TAP2 є половинними транспортерами, які формують гетеродимер для транспорту утворених пептидів у ЕПР. Дефекти у генах цих білків проявляються імуносупресією, оскільки організм втрачає важливу ланку розпізнання антигенів.
Інші представники ABCB субродини є половинними транспортерами і експресуються в лізосомах (ABCB9) або у мітохондріях (ABCB6, ABCB7, ABCB8 та ABCB10), де залучаються у метаболізм заліза й транспорт попередників Fe/S білків.

#### ABCC-субродина
ABCC (CFTR/MRP) субродина складається із 12 повних транспортерів, функцією яких є іонний транспорт, секреція токсинів, передача сигналів.
ABCC7 (CFTR) експресується у апікальних мембранах клітин легень, кишечнику, жовчних проток. Білок CFTR є унікальним аналогом ABC транспортерів, оскільки він є цАМФ-регульованим хлорним каналом, який відкривається при цАМФ-залежному фосфорилюванні його молекули за участю протеїнкінази А і здійснює не первинно-активний транспорт, а полегшену дифузію іонів хлору. За спадкової втрати функцій цього транспортеру внаслідок мутації відповідного гена (делеція трьох пар основ) розвивається муковісцидоз (cystic fibrosis, кістозний фіброз, фіброзно-кістозна дегенерація) — вроджений розлад, що характеризується аномаліями у функціонуванні екзокринних залоз. Розвиток муковісцидозу супроводжується продукцією організмом надмірно в'язкого і густого слизу на поверхнях епітелію. Це перш за все знижує здатність війчастого епітелію очищуватися від мокроти і веде до хронічної ендобронхіальної бактеріальної колонізації. Наслідками таких станів є надпродукція мокроти, важке дихання, задишка, обмеженість перенесення фізичних навантажень і врешті решт загибель. У 85 % пацієнтів виявляють панкреатичну недостатність, яка спричиняє погану абсорбцію жирів і розлади у травленні. Як супроводжувальні стани можуть виникати цукровий діабет, кишкова непрохідність, артрити, безпліддя.
За муковісцидозу загибель клітин епітелію легень здійснюється внаслідок втрати іонного балансу, що спричиняє зниження функцій клітин із слизовою обструкцією, порушенням обміну газів і зумовлює летальність у молодому віці.
Цей генетичний дефект виявляють приблизно у 30 000 дітей і дорослих у США; серед мешканців Кавказу муковісцидоз є одним із найбільш летальних спадкових захворювань (1/1000 новонароджених порівняно з 1/2500 в інших місцевостях). На 1997 р. середня тривалість життя чоловіків із цією патологією складала 32,7 років, жінок — 28,9 років. 1 із 31 американців (1 із 28 мешканців Кавказу) — а в цілому понад 10 млн людей у світі — є безсимптомними гетерозиготними носіями дефектного гена.
Механізми функціонування CFTR детально вивчені на прикладі трансмембранного переносу іонів хлору через апікальну мембрану холангіоцитів — клітин, що вистилають жовчні протоки. Рушійною силою для відкриття CFTR-каналу стає взаємодія молекул секретину (його можна вважати агоністом CFTR) із своїми рецепторами на базолатеральній мембрані холангіоцитів. Ці рецептори є метаботропними, тобто функціонально зв'язаними із G-білками, через які вони і передають сигнал на фермент аденілатциклазу, що каталізує реакцію синтезу цАМФ. цАМФ із залученням протеїнкінази А фосфорилює і активує CFTR, Cl−-канал якого повертає іони хлору із холангіоцитів, куди вони надійшли внаслідок функціонування Cl−/НСО3−-обмінника, у простір жовчної протоки.
ABCC8 (SUR1, від sulfonylurea receptor, рецептор до сульфонілсечовини) локалізований у клітинах підшлункової залози і функціонує як модулятор АТФ-залежних калієвих каналів (КАТФ каналів) та звільнення інсуліну. Він є високоафінним рецептором до лікарських препаратів на основі сульфонілсечовини, які використовуються для лікування цукрового діабету ІІ типу і діють, посилюючи звільнення інсуліну із β-клітин підшлункової залози. Мутація цього білка веде до розвитку персистентної гіперінсулінемічної гіпоглікемії новонароджених, розладу, що характеризується нерегульованою секрецією інсуліну.
Спорідненим до нього є білок ABCC9 (SUR2), що експресується в клітинах серцевого і скелетного м'язів і має низькі рівні експресії у інших клітинах.
КАТФ канали утворюють із білками-рецепторами до сульфонілсечовини октамерні комплекси у стехіометричному співвідношенні 4 КАТФ канали : 4SUR1 та 4КАТФ канали : 4SUR2. При цьому похідні сульфонілсечовини, зв'язуючи SUR1 або SUR2, блокують КАТФ канали.
Механізм дії похідних сульфонілсечовини як антидіабетичних препаратів через білок SUR1 полягає в наступному. Звільнення інсуліну із β-клітин підшлункової залози відбувається лише за умов деполяризації їх ПМ. У той же час вхід іонів калію в ці клітини спричиняє гіперполяризацію мембрани. Глюкоза діє як інсуліноген, підвищуючи внутрішньоклітинні рівні АТФ, внаслідок чого закриваються КАТФ канали і мембрана деполяризується. Це спричиняє відкриття потенціал-залежних кальцієвих каналів ПМ із наступним зростанням рівнів внутрішньоклітинного кальцію, що ініціює секрецію інсуліну. Сульфонілсечовина блокує калієві канали (подібно до глюкози, але не через зростання внутрішньоклітинних рівнів АТФ, а безпосередньо), що приводить до деполяризації ПМ та звільнення інсуліну.
Іншими членами субродини ABCC є дев'ять MRP-подібних білків.
ABCC1 (MRP1, multidrug resistance protein) експресується у латеральних мембранах клітин легень та інших тканин і відповідає за множинну лікарську резистентність. Він функціонує як мультиплетний транспортер органічних аніонів і транспортує глутатіонові, глюкуронові й сульфатні кон'югати стероїдних гормонів і жовчних солей, лікарських препаратів та інших гідрофобних сполук, у тому числі й токсинів.
ABCC2 (MRP2) та ABCC3 (MRP3) експресуються на апікальних мембранах клітин печінки, нирок, кишечнику і функціонують подібно до MRP1/ABCC1 — переносять численні амфіпатичні аніонні субстрати, зокрема, лейкотрієн С4, кон'югати з глутатіоном, сірчаною чи глюкуроновою кислотами, а також виводять із клітин низку хіміотерапевтичних препаратів, сприяючи таким чином розвитку резистентності до хіміотерапії. При цьому надекспресія MRP3 у клітинах печінки може зростати в умовах холестазу (компенсаторне явище для видалення із гепатоцитів гідрофобних жовчних кислот). Мутація гена MRP2 є характерною для синдрому Дабіна-Джонсона.
Білки ABCC4 та ABCC5 визначають резистентність клітин до препаратів на основі нуклеозидів. Білки ABCC4, ABCC5, ABCC11 та ABCC12 за розмірами є меншими відносно інших представників цієї субродини за рахунок відсутності N-термінального домену, який не залучений до здійснення транспортної функції.

#### ABCD-субродина
ABCD (ALD) субродина складається із чотирьох білків, які є половинними транспортерами і локалізовані в пероксисомах (так звані пероксисомальні ABC-транспортери), де вони функціонують як гомо- і гетеродимери, залучаючись у регуляцію транспорту жирних кислот із дуже довгими ланцюгами (із довжиною ланцюга понад 26 атомів вуглецю). Мутації цих білків пов'язують із розвитком так званих пероксисомальних розладів, до яких відносять адренолейкодистрофію (мутовані гени білків ABCD1 та ABCD2) та деякі форми хвороби Цельвегерра (дефекти у генах білків ABCD3 і ABCD2). Ці стани пов'язані із порушенням обміну довголанцюгових жирних кислот і супроводжуються їх накопиченням в організмі.

#### ABCE/F-субродини
ABCE та ABCF субродини складаються, відповідно, із одного та чотирьох білків. Ці білки не мають трансмембранних доменів (TMDs), характерних для більшості ABC-транспортерів, і тому не виконують жодної ролі у мембранному транспорті.
ABCE1 — це олігоаденілат-зв'язувальний білок, здатний розпізнавати 2’,5’-олігоаденілати, що продукуються у відповідь на вірусну інфекцію (їх продукція опосередкована синтезом в інфікованих клітинах інтерферону та дією інтерферон-індукуємого ферменту олігоаденілатсинтази — підрозділ 11.3). ABCE1 виступає інгібітором РНКази L — ферменту, що активується за дії інтерферону (така активація також передбачає зв'язування цим ферментом 2’,5’-олігоаденілатів). Ефекти активованої олігоаденілатами РНКази L є однією з причин блокування білкового синтезу за дії інтерферону.
Білок ABCF1 асоційований із рибосомами і опосередковує активацію кінази фактора елонгації транскрипції eIF-2α, таким чином посилюючи біосинтез білка. Він активується за дії TNFα і, отже, залучається у реалізацію запальної відповіді.

#### ABCG-субродина
ABCG субродина складається із шести «реверсних» половинних транспортерів, в яких ABC-домен розташований на N-, а TMD-домен — на C-кінці молекули. ABCG1 білок залучений у регуляцію транспорту холестеролу. ABCG2 визначає резистентність до лікарських препаратів. Білки ABCG5 та ABCG8, що експресуються в ентероцитах і гепатоцитах, під час функціонування утворюють гетеродимер, що має назву стеролін і опосередковує секрецію харчових стеролів (холестеролу і рослинних нехолестеролових стеролів — сітостеролу, кампестеролу, брасікастеролу) із ентероцитів у просвіт кишечника та із гепатоцитів у жовч, і, таким чином, видаляє їх із організму. Функції білків ABCG3, виявленого виключно в гризунів, та ABCG4, характерного для печінки, не з'ясовані.
Мутації гена білка ABCG1 спричиняють порушення обміну холестеролу із розвитком атеросклерозу; дефекти генів білків ABCG5 та ABCG8 ведуть до виникнення ситостеролемії — хвороби, що характеризується гіперабсорбцією і зниженням секреції із жовчю харчових стеролів, у тому числі рослинного походження, що спричиняє гіперхолестеролемію, ксантоматоз, ранній розвиток атеросклерозу, аномальні функціональні тести крові й печінки.